# Brussels Universities Cyclocross
De Brussels Universities Cyclocross is een veldritwedstrijd georganiseerd in Brussel, de hoofdstad van België. Het parcours is gelegen op de Campus Etterbeek van de Vrije Universiteit Brussel en Université libre de Bruxelles. De veldrit maakt vanaf de eerste editie in 2019 deel uit van de DVV- en later X²O-Trofee veldrijden.

## Erelijst

### Mannen elite

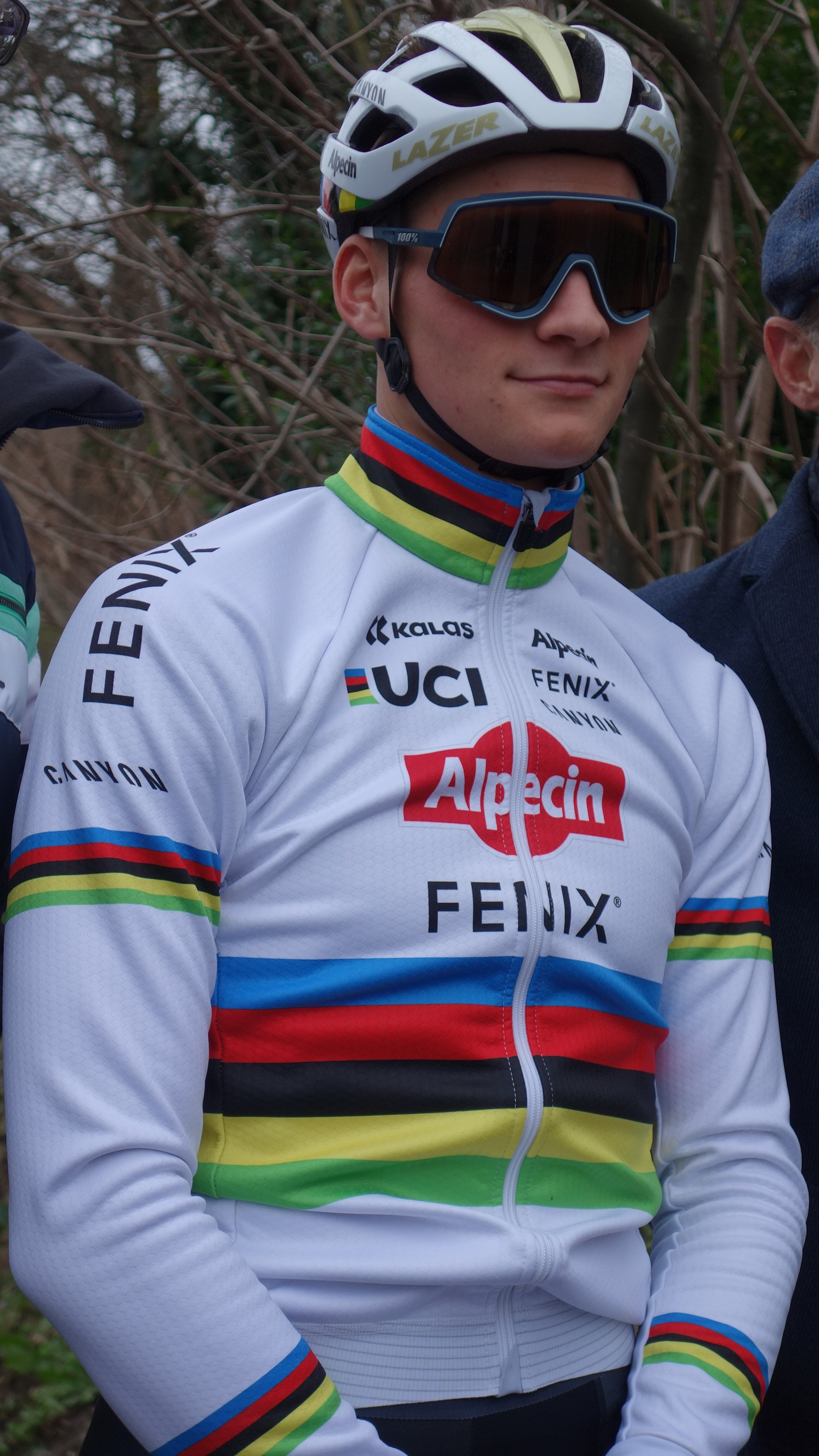
Mathieu van der Poel won in 2019 en 2020

| Datum      | Klassement | Winnaar                | Tweede                 | Derde                  |
| ---------- | ---------- | ---------------------- | ---------------------- | ---------------------- |
| 16-02-2025 | X²O Trofee | Michael Vanthourenhout | Joris Nieuwenhuis      | Lars van der Haar      |
| 18-02-2024 | X²O Trofee | Eli Iserbyt            | Michael Vanthourenhout | Joris Nieuwenhuis      |
| 19-02-2023 | X²O Trofee | Eli Iserbyt            | Michael Vanthourenhout | Lars van der Haar      |
| 13-02-2022 | X²O Trofee | Michael Vanthourenhout | Eli Iserbyt            | Jens Adams             |
| 14-02-2021 | X²O Trofee | Toon Aerts             | Quinten Hermans        | Niels Vandeputte       |
| 05-01-2020 | DVV Trofee | Mathieu van der Poel   | Eli Iserbyt            | Corné van Kessel       |
| 06-01-2019 | DVV Trofee | Mathieu van der Poel   | Toon Aerts             | Michael Vanthourenhout |

### Vrouwen elite

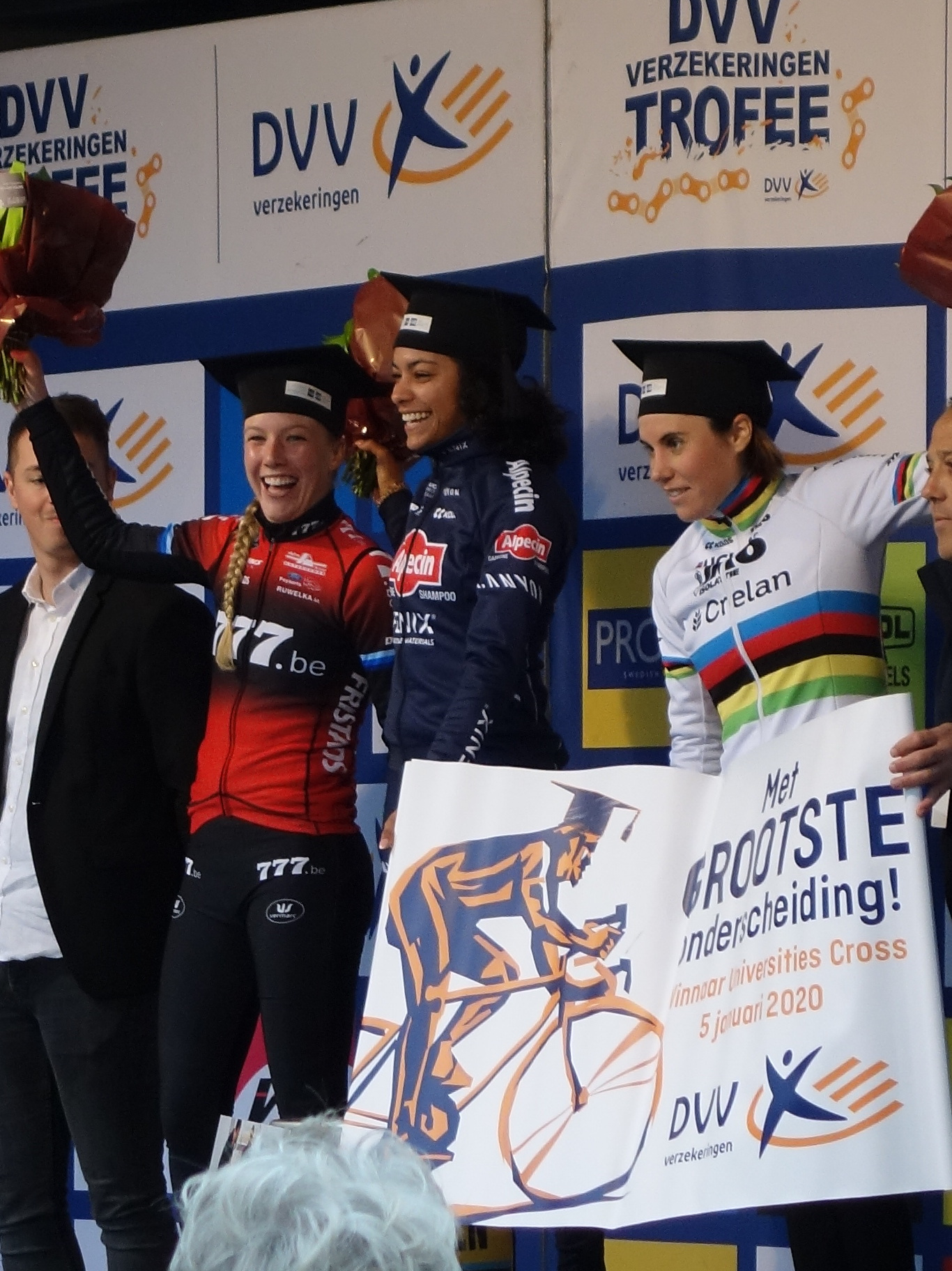
Het podium met doctoraalhoeden in 2020

| Datum      | Klassement | Winnaar                    | Tweede                   | Derde             |
| ---------- | ---------- | -------------------------- | ------------------------ | ----------------- |
| 16-02-2025 | X²O Trofee | Sara Casasola              | Marion Norbert-Riberolle | Lucinda Brand     |
| 18-02-2024 | X²O Trofee | Lucinda Brand              | Marion Norbert-Riberolle | Manon Bakker      |
| 19-02-2023 | X²O Trofee | Fem van Empel              | Lucinda Brand            | Annemarie Worst   |
| 13-02-2022 | X²O Trofee | Denise Betsema             | Lucinda Brand            | Manon Bakker      |
| 14-02-2021 | X²O Trofee | Ceylin del Carmen Alvarado | Denise Betsema           | Manon Bakker      |
| 05-01-2020 | DVV Trofee | Ceylin del Carmen Alvarado | Annemarie Worst          | Sanne Cant        |
| 06-01-2019 | DVV Trofee | Ceylin del Carmen Alvarado | Loes Sels                | Laura Verdonschot |